# Casa Kirribilli
La Casa Kirribilli (in inglese: Kirribilli House) è un edificio storico della città di Sydney in Australia e la residenza ufficiale nella città del primo ministro dell'Australia.

## Storia
Il terreno su cui si trova la residenza venne acquistato nel 1854 da Adolphus Frederic Feez. Il terreno, esteso per circa 0,40 ettari (1 acro) e situato all'estremità di punta Kirribilli, venne comprato per 200 sterline. Nel suo punto più elevato Feez fece quindi erigere la pittoresca residenza in stile neogotico ora conosciuta come Casa Kirribilli. In seguito, la casa passò nelle mani di diversi proprietari fino a quando, nel 1919, venne acquistata per 10.000 sterline da Arthur Wigram Allen con lo scopo di procedere con una suddivisione del suo terreno. Questo intento creò molta agitazione nella cittadinanza, cosicché il primo ministro dell'Australia dell'epoca, Billy Hughes, espropriò la proprietà a scopi governativi nel 1920.
La proprietà fu utilizzata dal personale del governatore generale dell'Australia, che ora come allora occupava la vicina Casa dell'Ammiragliato, fino al 1930, quando la Casa Kirribilli venne data in affitto. Nel 1956 la proprietà fu destinata a essere la residenza secondaria ufficiale del primo ministro dell'Australia, utile come appoggio per svolgere le sue funzioni di rappresentanza a Sydney; la residenza ufficiale del primo ministro è invece il The Lodge di Canberra.

## Descrizione
L'edificio, situato in posizione dominante sulla sponde settentrionali del Porto di Sydney nel sobborgo di Kirribilli con vista sul Sydney Harbour Bridge, Circular Quay e il Teatro dell'Opera di Sydney, presenta uno stile neogotico.

## Galleria d'immagini

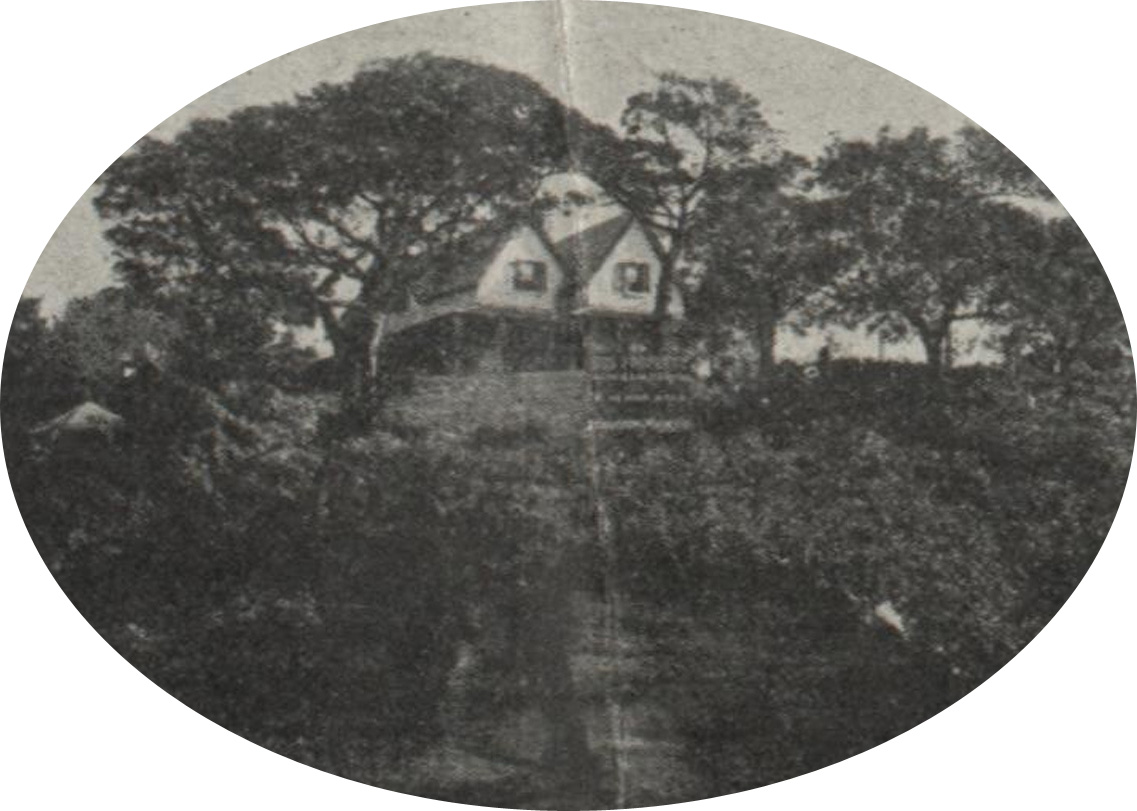
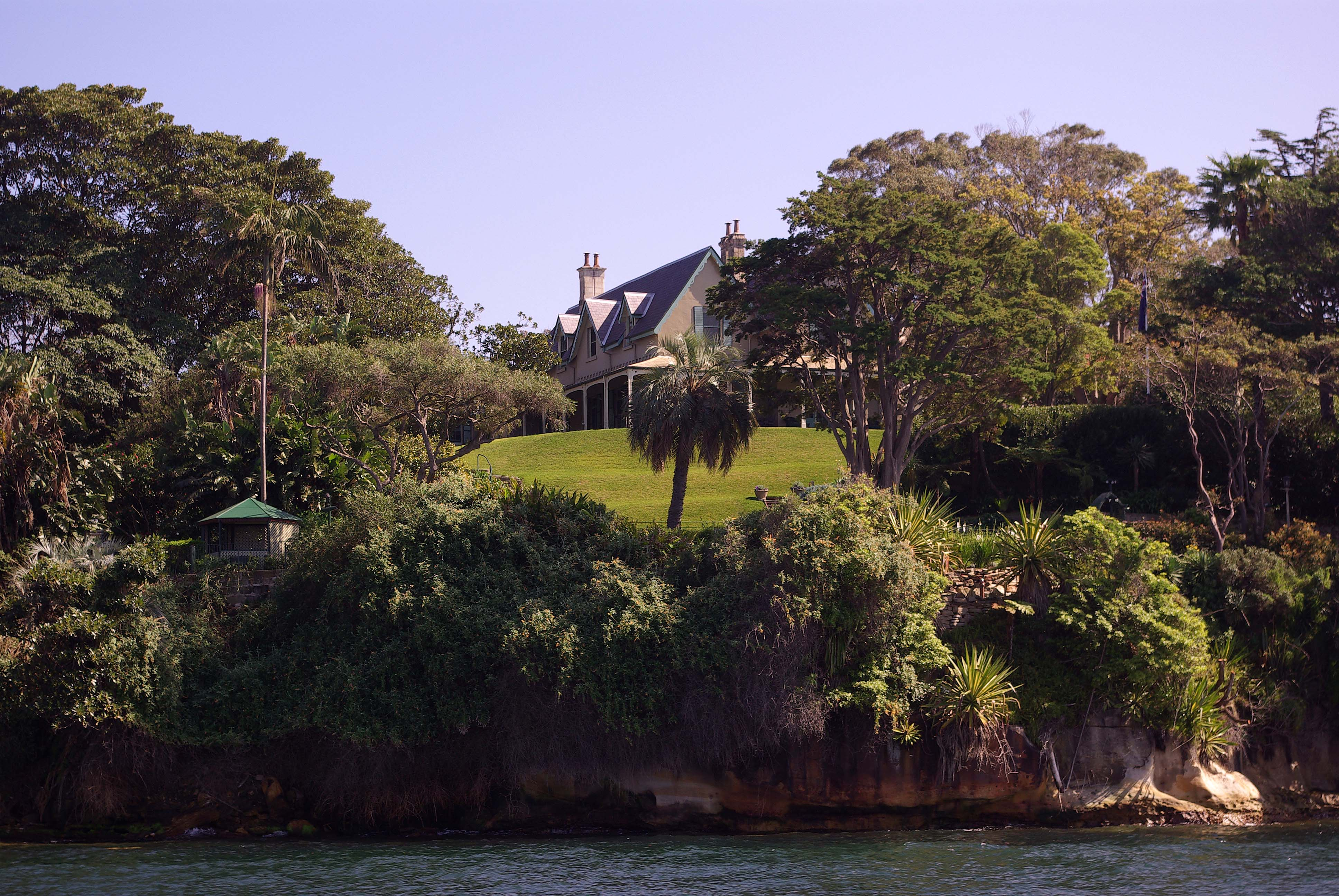
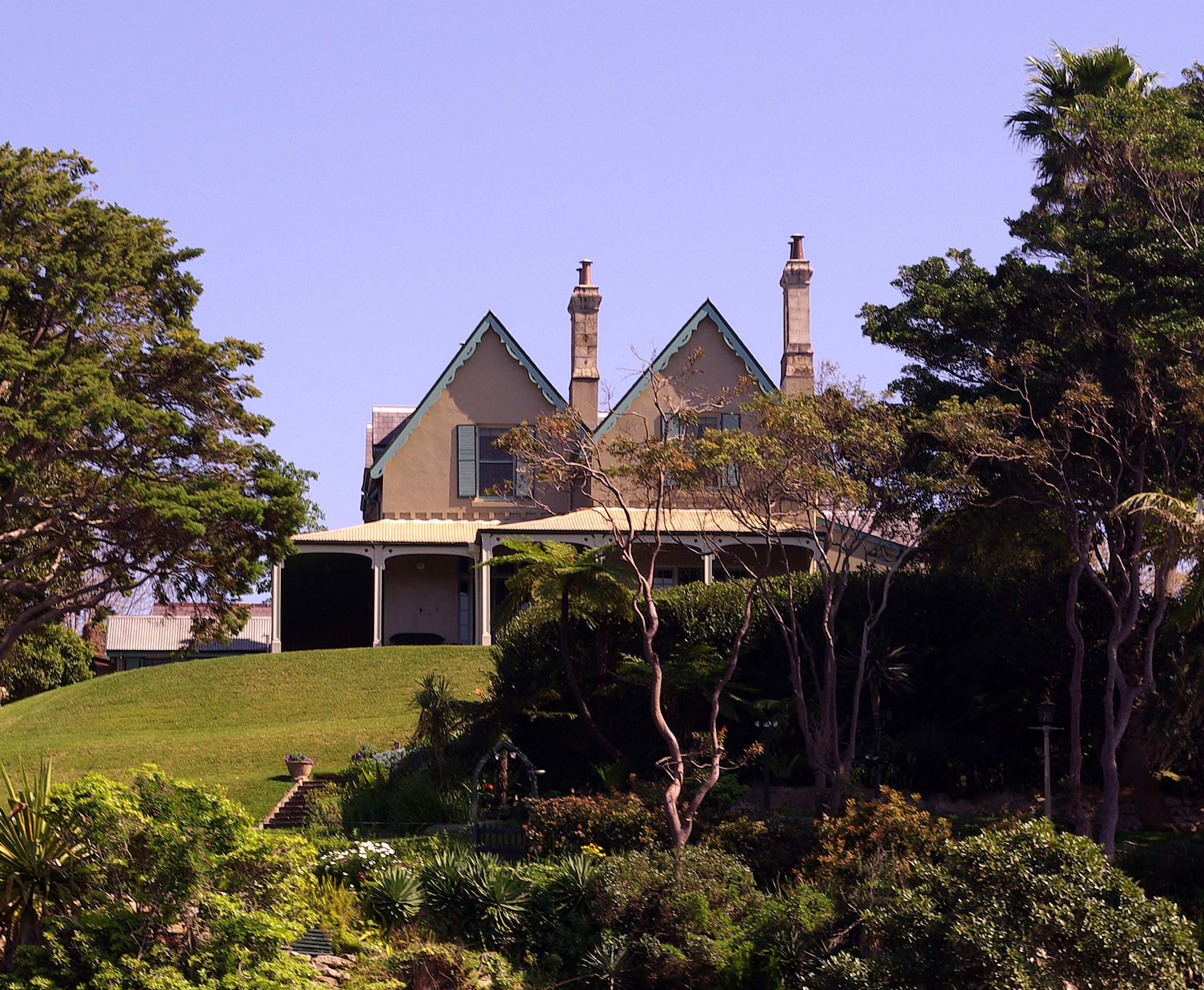